# Конструктивізм (психологічна школа)
Конструктивізм — у психології належить до багатьох філософських шкіл, які, хоча й надзвичайно відрізняються за своїми методами (застосовуються в таких сферах, як освіта та психотерапія), пов'язані спільною критикою попередніх стандартних підходів і спільними припущеннями про активну конструктивну природу людського знання. Зокрема, критика спрямована на «асоціаністський» постулат емпіризму, «за яким розум мислиться як пасивна система, що збирає свій зміст з навколишнього середовища і через акт пізнання виробляє копію порядку реальності»:16
Навпаки, «конструктивізм — це епістемологічна передумова, заснована на твердженні, що в акті пізнання саме людський розум активно надає сенсу та порядку тій реальності, на яку він реагує».:16 Конструктивістська психологія теоретизує та досліджує, як люди створюють системи для осмисленого розуміння свого світу та досвіду.
У психотерапії, наприклад, цей підхід може перетворитися на те, що терапевт ставить запитання, які суперечать світогляду клієнта, намагаючись розширити його або її звички смислотворення. Припущення полягає в тому, що клієнти стикаються з проблемами не тому, що вони мають психічний розлад, а значною мірою через те, як вони формулюють свої проблеми, або те, як люди розуміють події, що відбуваються в їхньому житті.

## Конструктивістська психологія в освіті
Конструктивістська психологія у застосуванні до освіти наголошує на тому, що учні завжди залучені в процес активного конструювання сенсу — процес, якому «вчитель може лише сприяти чи перешкоджати, але не може винаходити сам».
Теорія Жана Піаже описує, як діти не просто імітують усе, що є частиною зовнішнього середовища, а радше те, що розвиток і навчання є безперервним процесом і взаємообміном між людьми та їх оточенням, процесом, завдяки якому індивіди розвивають дедалі складніші схеми. За Анжелою О'Доннелл та її колегами, конструктивізм описує, як учень конструює знання за допомогою різних концепцій: складного пізнання, каркасу, вторинного досвіду, моделювання та навчання шляхом спостереження. Це робить студентів, викладачів, оточення та будь-кого чи будь-що інше, з чим студент взаємодіє, активними учасниками їхнього навчання.

## Деякі конструктивістські теорії

### Генетична епістемологія
Жан Піаже (1896—1980), творець генетичної епістемології, стверджував, що позиції знання виростають у; що вони не дані апріорі, як у епістемології Канта, а радше, що структури знання розвиваються через взаємодію. У «Поведінці та еволюції» Піаже сказав, що «поведінка є двигуном еволюції». Його основні публікації охопили п'ятдесят років з 1920-х до 1970-х років. Підхід Піаже до конструктивізму отримав подальший розвиток у неопіажетівських теоріях когнітивного розвитку.

### Теорія особистісного конструкту
Джордж Келлі (1905—1967), творець теорії особистісних конструктів, був стурбований насамперед епістемічною роллю спостерігача в інтерпретації реальності. Він стверджував, що те, як ми очікуємо сприймати світ, змінює наше ставлення до нього та наші дії. Іншими словами, ми впорядковуємо себе, упорядковуючи свої думки. Таким чином, мета його терапевтичного підходу полягала в тому, щоб дозволити клієнту досліджувати свій власний розум, діючи як фасилітатор у дослідженні своїх власних значень або «конструкцій». Основні публікації Келлі були опубліковані в 1950-1960-х роках.

### Постраціоналістична когнітивна терапія
Вітторіо Гуідано (1944—1999), творець пост-раціоналістичної когнітивної терапії, висунув гіпотезу про те, що розум створює складну систему абстрактних правил, відповідальних за конкретні та окремі якості нашого свідомого досвіду.:20 Його основні публікації були опубліковані в 1980-1990-х роках. За роки, що минули після внесків Гуідано, серед дослідників втіленого пізнання точилися багато суперечок про те, до якої міри пізнання є абстрактним чи амодальним, а не модальним.

### Конструктивізм в освіті
- Slezak, Peter (2014). Appraising constructivism in science education. У Matthews, Michael R. (ред.). International handbook of research in history, philosophy and science teaching. New York: Springer. с. 1023—1055. doi:10.1007/978-94-007-7654-8_31. ISBN 9789400776531. OCLC 889928527.
- Kushnir, Tamar; Benson, Janette B.; Xu, Fei, ред. (2012). Rational constructivism in cognitive development. Advances in child development and behavior. Т. 43. Amsterdam: Elsevier. ISBN 9780123979193. OCLC 819572002.
- Fischer, Kurt W.; Bidell, Thomas R. (2006). Dynamic development of action and thought (PDF). У Damon, William; Lerner (ред.). Handbook of child psychology. Т. 1 (вид. 6th). Hoboken, NJ: John Wiley & Sons. с. 313—399. doi:10.1002/9780470147658.chpsy0107. ISBN 0471272876. OCLC 58919825.
- Simpson, Barbara; Large, Bob; O'Brien, Matthew (January 2004). Bridging difference through dialogue: a constructivist perspective. Journal of Constructivist Psychology. 17 (1): 45—59. doi:10.1080/10720530490250697. S2CID 145716959.
- Schwartz, Marc S.; Fischer, Kurt W. (Summer 2003). Building vs. borrowing: the challenge of actively constructing ideas (PDF). Liberal Education. 89 (3): 22—29.
- Phillips, Denis Charles, ред. (2000). Constructivism in education: opinions and second opinions on controversial issues. Yearbook of the National Society for the Study of Education. Т. 99th, pt. 1. Chicago: National Society for the Study of Education. ISBN 0226601706. OCLC 44261210.
- Geelan, David R. (January 1997). Epistemological anarchy and the many forms of constructivism. Science & Education. 6 (1–2): 15—28. Bibcode:1997Sc&Ed...6...15G. doi:10.1023/A:1017991331853. S2CID 142689642.
- Cobb, Paul (October 1994). Where is the mind?: constructivist and sociocultural perspectives on mathematical development. Educational Researcher. 23 (7): 13—20. doi:10.3102/0013189X023007013. S2CID 145270491.
- Smith III, John P.; diSessa, Andrea A.; Roschelle, Jeremy (April 1994). Misconceptions reconceived: a constructivist analysis of knowledge in transition. The Journal of the Learning Sciences. 3 (2): 115—163. doi:10.1207/s15327809jls0302_1.

### Конструктивізм у психотерапії
- Mascolo, Michael F.; Basseches, Michael; El-Hashem, Amanda (2015). What would an integrative constructivism look like?. У Raskin, Jonathan D.; Bridges, Sara K.; Kahn, Jack S. (ред.). Studies in meaning 5: perturbing the status quo in constructivist psychology. New York: Pace University Press. с. 248—301. ISBN 9781935625186. OCLC 904782691.
- Neimeyer, Robert A. (2009). Constructivist psychotherapy: distinctive features. The CBT distinctive features series. Hove, East Sussex; New York: Routledge. ISBN 9780415442336. OCLC 237402656.
- Winter, David A. (September 2008). Cognitive behaviour therapy: from rationalism to constructivism?. European Journal of Psychotherapy & Counselling. 10 (3): 221—229. doi:10.1080/13642530802337959. S2CID 145611174.
- Neimeyer, Robert A., ред. (2001). Meaning reconstruction and the experience of loss. Washington, DC: American Psychological Association. ISBN 1557987424. OCLC 44712952.
- Hoyt, Michael F., ред. (1998). The handbook of constructive therapies: innovative approaches from leading practitioners. San Francisco: Jossey-Bass. ISBN 0787940445. OCLC 38898009.
- Freedman, Jill; Combs, Gene (1996). Narrative therapy: the social construction of preferred realities. New York: W.W. Norton & Co. ISBN 0393702073. OCLC 34358181.
- Rosen, Hugh; Kuehlwein, Kevin T., ред. (1996). Constructing realities: meaning-making perspectives for psychotherapists. San Francisco: Jossey-Bass. ISBN 0787901954. OCLC 32969007.
- Neimeyer, Robert A.; Mahoney, Michael J., ред. (1995). Constructivism in psychotherapy. Washington, DC: American Psychological Association. ISBN 1557982791. OCLC 31518985.
- Lyddon, William J. (November 1990). First- and second-order change: implications for rationalist and constructivist cognitive therapies. Journal of Counseling & Development. 69 (2): 122—127. doi:10.1002/j.1556-6676.1990.tb01472.x.